# Eyvind Johnson
Eyvind Johnson (Boden, 1900. július 29. – Stockholm, 1976. augusztus 25.) svéd regény- és novellaíró.

## Életrajz
Eyvind Johnson a svédországi Boden külvárosában született 1900. július 29-én. 15 éves korában elhagyta a szülői házat és rönkúsztatóként, fűrésztelepi munkásként és mozikban jegyszedőként tartotta el magát. 1919-ben Stockholmba költözött. Stockholmban a baloldali, anarchista Brand  magazinhoz szegődött el újságírónak, amelynek tíz éven át, 1929-ig volt az újságírója. Továbbá írt a félhetente megjelenő Syndikalistennek, majd a napilapként üzemelő jogutódjának, az Arbetarennek.
1974-ben irodalmi Nobel-díjat kapott, Harry Martinsonnal megosztva. A Nobel-díj odaítélésének indoklása: „elbeszélőművészetéért, mely messze tekint időben és térben a szabadság szolgálatáért”.

## Magyarul megjelent művei
- Eyvind Johnson: Rózsák és lángok: Egy tizenhetedik századi boszorkányper története. (magyarul) Kúnos László (fordító, utószó). Budapest: Corvina Könyvkiadó. 1976.   327. o. = Századunk mesterei,  ISBN 9631349055
- Eyvind Johnson: Rózsák és lángok: Egy tizenhetedik századi boszorkányper története. (magyarul) Kúnos László (fordító), Szántó Piroska (illusztrátor). Budapest: Európa Könyvkiadó. 2000.   534. o. ISBN 9630707810
- Eyvind Johnson: Kegyes urunk, Carolus. (magyarul) Csatlós János (fordító). Budapest: Európa Könyvkiadó. 1978.   595. o. ISBN 963070966X
- Eyvind Johnson: Odüsszeusz hazatér. (magyarul) Lontay László (fordító). Budapest: Gondolat Kiadó. 1976.   429. o. ISBN 9632804074